# 哈里·洛特
哈里·洛特（英語：Harry Lott，1880年1月13日—1949年2月5日），美国前男子赛艇运动员。他曾代表美国参加1904年夏季奥林匹克运动会赛艇比赛，获得男子八人单桨有舵手金牌。